# Matariyya
Matariyya oder Matarieh (arabisch المطرية, DMG al-Maṭariyya, ägyptisch-arabisch El Matareya, französisch la Matarée) ist eine Stadt  in Ägypten innerhalb des Gouvernement ad-Daqahliyya mit ca. 149.000 Einwohnern. Die Stadt liegt an der Küste des Manzala-Sees im nordöstlichen Teil des Landes.

## Geschichte
Die Stadt bestand aus zwei Hauptinseln namens al-Ghasna und al-Okbiyine. Sie waren getrennte Inseln bis 1903, als die Regierung ein Dekret erließ, beide Inseln unter dem Namen Matariyya-Stadt zu vereinen. Der Transport zwischen den beiden Inseln erfolgte mit Holzbooten, bis die Wasserstraße, die die Inseln trennte, ausgetrocknet war. Die ersten Backsteinhäuser in der Stadt wurden in den 1750er Jahren gebaut, wobei die Dächer aus Holz bestanden.
Während der Sueskrise 1956 wurde die Stadt bombardiert.

## Bevölkerungsentwicklung
| Zensusjahr | Einwohnerzahl |
| ---------- | ------------- |
| 1986       | 74.554        |
| 1996       | 87.062        |
| 2006       | 100.566       |
| 2018       | 148.591       |